# Vyšná Sitnica
Vyšná Sitnica je obec na Slovensku v okrese Humenné v Prešovském kraji ležící v údolí Ondavské vrchoviny.
První písemná zmínka o obci je z roku 1408. V roce 1944 fašistická vojska vesnici vypálili. V obci je moderní římskokatolický kostel Panny Marie Růžencové.